# Peter Vincent Bruyns
Peter Vincent Bruyns (* 25. März 1957 in Kapstadt) ist ein südafrikanischer Mathematiker und Botaniker. Sein offizielles botanisches Autorenkürzel lautet „Bruyns“.

## Leben
Nach seinem Abschluss an der Universität Kapstadt setzte Bruyns sein Studium der Mathematik an der Universität in Oxford fort und promovierte 1986. Ab 1987 war er Dozent für Mathematik an der Universität Kapstadt und absolvierte ein Aufbaustudium der Botanik. Anschließend war er als wissenschaftlicher Mitarbeiter am Bolus Herbarium tätig. 
Seine Spezialgebiete ist die Pflanzenfamilie der Seidenpflanzengewächse.

## Veröffentlichungen
Er veröffentlichte zahlreiche Publikationen, z. Bsp.:
- Monograph of Orbea & Ballyanthus, Apocynaceae, Asclepiadoideae, Ceropegieae. 196 pp. ISBN 0912861630, 2002
- Stapeliads of Southern Africa and Madagascar. Ed. South Africa: Umdaus Press. Dos vols. vi + 606 pp. 1.385 ilustr. ISBN 1919766375 & ISBN 1919766383, 2005 Abriss
- Euphorbia in Southern Africa. 2 Bände, Springer Nature, Cham 2022, ISBN 978-3-030-49402-5 und ISBN 978-3-030-49398-1.

## Dedikationsnamen
Einige Gattungen und Arten wurden ihm zu Ehren benannt, zum Beispiel:
- (Aizoaceae) Conophytum bruynsii S.A.Hammer
- (Aizoaceae) Scopelogena bruynsii Klak
- (Aloaceae) Aloe bruynsii P.I.Forst.
- (Aloaceae) Haworthia bruynsii M.B.Bayer
- (Eriospermaceae) Eriospermum bruynsii P.L.Perry
- (Euphorbiaceae) Euphorbia bruynsii L.C.Leach